# Югорские походы

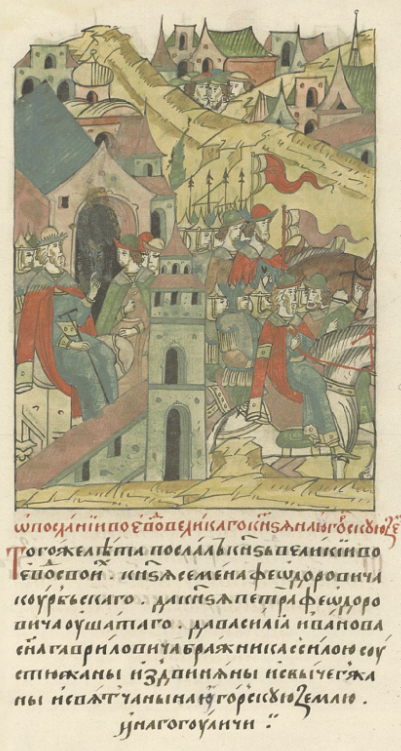
Иван III посылает своих воевод в 1499 году «на Югорскую землю и на гогуличи». Миниатюра Летописного лицевого свода

Югорские походы — ряд военных походов на княжества Югры, предпринятых воеводами Ивана III.

## Походы 1465 и 1483 годов

Югорские княжества в XVI веке

По мере включения Перми Великой в сферу влияния Великого княжества Московского повышенный интерес в Москве вызывала и Югорская земля, которая начиная с XI века в результате нескольких ранних военных походов новгородцев платила дань Великому Новгороду. Первый московский поход на Югру состоялся в 1465 году, когда, в ответ на нападения вогульского князя Асыки, посланные Иваном III устюжане под командованием воеводы Тимофея Травина-Скрябы и вымичи князя Василия Ермолаевича провели удачную кампанию и вывели из Югры большой полон, наложив на местных князей дань. Это событие произошло ещё до подчинения Новгородской республики и являлось одним из элементов подрыва её благосостояния. Однако уже в 1481 году вогулы снова напали на Пермь Великую, которой удалось отбиться. В 1483 году на Югру был предпринят масштабный поход под командованием воевод Фёдора Курбского Чёрного и Ивана Травина-Салтыка. Он также оказался успешным, укрепил власть великого князя на обширных территориях, которые вернулись к выплате дани. После этого похода Иван III включил упоминание югорских земель («князь Кондинский и Обдорский») в государев титул, что означало их подданство.

## Поход 1499—1500 годов
Наиболее масштабный поход русских войск на Югру был совершён в 1499—1500 годах. По данным разрядных книг в нём приняло участие свыше 4 тысяч человек под командованием Семёна Курбского, Петра Ушатого и Василия Заболоцкого. В великокняжеское войско входили устюжане, двиняне, вычегжане и вятчане. К этому войску в низовьях Печоры присоединился отряд князей Петра и Фёдора Вымских, состоявший из 700 человек. Здесь же был основан город Пустозерск. Войско на лыжах пересекло Урал. Разделившись на две части, оно успешно повоевало неприятельскую землю, разбив войско Пыткея. Было взято более 40 городков и захвачено в плен около 60 туземных князьков, которых привезли в Москву.

## Последствия
Военные походы на княжества Зауралья при Иване III утверждали влияние Москвы в Югорской земле, которая на долгое время стала источником пушнины и доходов для государевой казны. Основанный во время похода 1499—1500 годов Пустозерск на долгое время стал опорным пунктом русского влияния в регионе. Тем не менее подданство ханты-мансийских княжеств было переменчивым. Лишь после падения Сибирского ханства и основания западносибирских городов Тюмени, Тобольска, Берёзова и Сургута в конце XVI века оно стало прочным.